# KkStB 16
Die Dampflokomotivreihe kkStB 16 waren Schnellzug-Schlepptenderlokomotiven der k.k. österreichischen Staatsbahnen (kkStB), die ursprünglich von der Mährisch-Schlesischen Centralbahn (MSCB) und von der ÖNWB stammten.

## KkStB 16.01–02 (MSCB)
Die MSCB bestellte diese beiden Maschinen offenbar im Anschluss an die ÖNWB-Lieferung bei der Lokomotivfabrik Floridsdorf.
Sie unterschieden sich auch nur in Details von der ÖNWB-Reihe IIIb.
Bei der MSCB hatten die Maschinen die Nummern 25–26 sowie die Namen ETZEL und REDTENBACHER.
Die kkStB gab ihnen 1895 die Nummern 16.01–02.
Die 16.02 kam nach dem Ersten Weltkrieg zur ČSD und wurde mit den anderen 16ern als 232.001 aufgenommen.
Die 16.01 wurde bereits vor 1901 ausgemustert.

## KkStB 16.03–46 (ÖNWB)
| ÖNWB IIIa und IIIb / kkStB 16.03–46 / ČSD 232.0                | ÖNWB IIIa und IIIb / kkStB 16.03–46 / ČSD 232.0 | ÖNWB IIIa und IIIb / kkStB 16.03–46 / ČSD 232.0 | ÖNWB IIIa und IIIb / kkStB 16.03–46 / ČSD 232.0 | ÖNWB IIIa und IIIb / kkStB 16.03–46 / ČSD 232.0 | ÖNWB IIIa und IIIb / kkStB 16.03–46 / ČSD 232.0 |
| -------------------------------------------------------------- | ----------------------------------------------- | ----------------------------------------------- | ----------------------------------------------- | ----------------------------------------------- | ----------------------------------------------- |
| ÖNWB IIIb No. 50 „Stuart Mill“ später kkStB 16.38, ČSD 232.016 |                                                 |                                                 |                                                 |                                                 |                                                 |
|                                                                | IIIa 1874                                       | IIIa 1886                                       | IIIb 1873                                       | IIIb 1886                                       | IIIb 1896                                       |
| Nummerierung:                                                  | ÖNWB IIIa 13–42 kkStB 16.03–30 ČSD 232.002–013  | ÖNWB IIIa 13–42 kkStB 16.03–30 ČSD 232.002–013  | ÖNWB IIIb 43–58 kkStB 16.31–46 ČSD 232.014–018  | ÖNWB IIIb 43–58 kkStB 16.31–46 ČSD 232.014–018  | ÖNWB IIIb 43–58 kkStB 16.31–46 ČSD 232.014–018  |
| Anzahl:                                                        | 30                                              | 30                                              | 16                                              | 16                                              | 16                                              |
| Hersteller:                                                    | Wr. Neustadt                                    | Wr. Neustadt                                    | Floridsdorf                                     | Floridsdorf                                     | Floridsdorf                                     |
| Baujahr(e):                                                    | 1870–1871                                       | 1870–1871                                       | 1873                                            | 1873                                            | 1873                                            |
| Ausmusterung:                                                  | bis 1937                                        | bis 1937                                        | bis 1938                                        | bis 1938                                        | bis 1938                                        |
| Bauart:                                                        | 2'Bn2                                           | 2'Bn2                                           | 2'Bn2                                           | 2'Bn2                                           | 2'Bn2                                           |
| Zylinderdurchmesser:                                           | 410 mm                                          | 410 mm                                          | 410 mm                                          | 410 mm                                          | 410 mm                                          |
| Kolbenhub:                                                     | 632 mm                                          | 632 mm                                          | 632 mm                                          | 632 mm                                          | 632 mm                                          |
| Treibraddurchmesser:                                           | 1.580 mm                                        | 1.580 mm                                        | 1.580 mm                                        | 1.580 mm                                        | 1.580 mm                                        |
| Laufraddurchmesser:                                            | 950 mm                                          | 950 mm                                          | 950 mm                                          | 950 mm                                          | 950 mm                                          |
| Fester Radstand:                                               | 1.660 mm                                        | 1.660 mm                                        | 1.660 mm                                        | 1.660 mm                                        | 1.660 mm                                        |
| Gesamtradstand:                                                | 4.175 mm                                        | 4.175 mm                                        | 4.175 mm                                        | 4.175 mm                                        | 4.175 mm                                        |
| Gesamtradstand mit Tender:                                     | 11.119 mm                                       | 11.290 mm                                       | k. A.                                           | 11.290 mm                                       | 11.290 mm                                       |
| Rohrheizfläche:                                                | 124,2 m²                                        | 122,2 m²                                        | 120,0 m²                                        | 120,3 m²                                        | 122,2 m²                                        |
| Strahlungsheizfläche:                                          | 8,8 m²                                          | 7,2 m²                                          | 7,5 m²                                          | 7,3 m²                                          | 7,2 m²                                          |
| Rostfläche:                                                    | 1,70 m²                                         | 1,69 m²                                         | 1,69 m²                                         | 1,69 m²                                         | 1,69 m²                                         |
| Kesselüberdruck:                                               | 8,5                                             | 8,5                                             | 10                                              | 9                                               | 10                                              |
| Leermasse:                                                     | k. A.                                           | 33,0 t                                          | 32,0 t                                          | 33,0 t                                          | 33,0 t                                          |
| Reibungsmasse:                                                 | 24,00 t                                         | 24,50 t                                         | 23,75 t                                         | 24,50 t                                         | 24,50 t                                         |
| Dienstmasse:                                                   | 36,0 t                                          | 37,0 t                                          | 36,0 t                                          | 37,0 t                                          | 37,0 t                                          |
| Tenderbaureihe:                                                | 23                                              | 23                                              | 23                                              | 23                                              | 23                                              |
| Dienstmasse mit Tender:                                        | 63,5 t                                          | 64,5 t                                          | 64,0 t                                          | 65,0 t                                          | 64,5 t                                          |
| Wasser:                                                        | 7,5 m³                                          | 7,5 m³                                          | 7,5 m³                                          | 7,6 m³                                          | 7,6 m³                                          |
| Kohle:                                                         | 8,0 m³                                          | 8,0 m³                                          | 8,5 m³                                          | 8,5 m³                                          | 8,5 m³                                          |
| Länge:                                                         | 8.480 mm                                        | 8.550 mm                                        | 8.480 mm                                        | 8.550 mm                                        | 8.486 mm                                        |
| Länge mit Tender:                                              | 14.649 mm                                       | 14.732 mm                                       | 14.850 mm                                       | 14.920 mm                                       | 14.687 mm                                       |
| Höhe:                                                          | 4.391 mm                                        | 4.391 mm                                        | 4.391 mm                                        | 4.391 mm                                        | 4.391 mm                                        |
| Höchstgeschwindigkeit:                                         | 60 km/h                                         | 60 km/h                                         | 60 km/h                                         | 60 km/h                                         | 60 km/h                                         |

Die Wiener Neustädter Lokomotivfabrik (Sigl) lieferte 1870–1871 30 Stück der Reihe IIIa an die ÖNWB,
bei der sie die Nummern 13–42 und die Namen STEPHENSON, GERSTNER, VOLTA, COCKERILL, GAUSS, GHEGA, RESSEL, GUTENBERG, NEWTON, GALILEI, KOPERNIKUS, LANNA, VEGA, REAUMUR, FRANKLIN, BERZELIUS, ARAGO, HENZ, FAIRBAIRN, ETZEL, ARCHIMEDES, CELSIUS, FAHRENHEIT, PYTHAGORAS, COLUMBUS, REDTENBACHER, NEVILLE, GAY-LUSSAC, DAVY und KEPLER bekamen.
Vorbild für die Reihe IIIa war die 2B-Type der SNDVB.
Erstmals wurden bei den Stirnlaternen sechseckige Gläser verwendet.
Dieses ÖNWB-Kuriosum wurde bis zur Verstaatlichung nicht verändert.
Bis 1900 bespannten die Maschinen dieser Reihe die Nachtpostzüge Wien–Tetschen.
1873 lieferte die Lokomotivfabrik Floridsdorf 16 Stück der Reihe IIIb an die ÖNWB,
die ihnen die Nummern 43–58 und die Namen PAMBOUR, TORICELLI, KUDLER, SOMMEILLER, PAUL MEIHSNER, FRIEDRICH SCHNIRCH, ADALBERT V. SCHMID, STUART MILL, SIMON STAMPFER, SHARP, CRAMPTON, PRECHTL, RAPHAEL DONNER, MARIOTTE, GRAF STADION und WINCKELMANN gaben.
Sie unterschieden sich von der Reihe IIIa nur geringfügig (vgl. Tabelle).
Ab 1893 erhielten 27 Stück der Reihen IIIa und IIIb bessere Kessel.
Die Maschinen wurden in Wien, Deutschbrod, Reichenberg, Josefstadt, Königgrätz, Groß Wossek und Tetschen eingesetzt.
1895 benötigten sie für die Personenzüge Wien–Tetschen (457 km) 14 bis 16 Stunden.
Später wurden sie im Lokalverkehr Wien–Stockerau verwendet.
Nach der Verstaatlichung 1909 erhielt die Reihe IIIa die Nummerngruppe 16.02–30 und die Reihe IIIb die Nummern 16.31–46 zugeordnet.
Nach dem Ersten Weltkrieg kamen die noch vorhandenen Maschinen zur PKP, die sie, ohne ihnen eine Reihennummer zuzuweisen, bald ausmusterte, und zur ČSD, die sie als Reihe 232.0 einordnete.